# Историја Палестине
Палестина (египатски: п-р-с-т; асирски: палашту; хебрејски: פלשת [пелешет]; арапски: فلسطين [филастин или фаластин]; грчки: παλαιστίνη; латински: palaestina) Грци употребљавају у географском појму Сирија-Палестина, а што је грецизирани назив за земљу Филистејаца. Палестина је углавном географски појам, уз два историјска раздобља када постаје и политички појам: за време римског цара Хадријана, који провинцији Јудеји мења име у провинција Сирија-Палестина и за време британског мандата, када се Мандат лиге народа назива Палестина. Библијски је то простор где се налази Света земља.
Овај период има и богату праисторију, коју обележава и најстарији град на свету - Јерихон.

## Гвоздено доба I
Библијска историја се на неки начин смешта у контекст стварне историје о којој постоје археолошки и писани докази. Ипак, најстарију историју - библијску праисторију - библијски писци су почели да записују најраније негде од 6. века. п. н. е., па се текстови који се односе на ранију историју морају сместити у подручје усменог предања и легенде...

### Појава Израелаца у Ханану
Археолошка налазишта из гвозденог доба I (око 1200. п. н. е. - 900. п. н. е.) сведоче о новој друштвено-привредној прекретници на подручју Израела и Палестине. Крајем бронзаног доба део градова је уништен, а цивилизација се наставља у сеоским насељима. За ово раздобље су типичне куће састављене од по четири просторије, камени силоси, и цистерне за воду издубљене у стени (нпр. у Хазору). Почиње употреба гвожђа, а земља се обрађује на терасастим површинама.
Према библијском извештају овде би требало сместити долазак Израелаца у Ханан и освајање земље, но нема археолошких доказа о насилном прекиду цивилизације млађег бронзаног доба или о широким разарањима. Уз то, нема нити писаних извора, изузме ли се Мернептин натпис. Научници углавном сматрају да се више не може говорити о стварном насилном освајању Ханана, па су преостале друге две теорије. Прва претпоставља стално насељавање номадског становништва, које је могло пристићи и из Трансјораданије, а друга, вероватнија, претпоставља да је била реч о унутрашњој побуни сеоског, већ стално насељеног, становништва.
С друге стране, тешко је одредити етнички састав овог новонасталог елемента у Ханану. Уз Израелце, ту су још увек и Хананци, док обалне и низијске делове насељавају Филистејци, а можда и други “Народи с мора”.

### Библијски извештај о доласку Израелаца у Ханан
Према Библији Аврам (Абрахам), праотац Јевреја доселио се из планинских предела Месопотамије у земљу Ханан. Живео је номадским животом, а бавио се сточарством. Он и његови потомци били су нека врста племенских вођа, патријарха.
Због тешких услова живота и глади у доба патријарха Јосифа одселили су се у плодни Египат. Онде су прихватили начин живота земљорадника. У новој домовини су у почетку живели као слободни сељаци, а појединци су успели да се уздигну и на високе положаје у Новом краљевству. Због раста утицаја убрзо су дошли у сукоб с фараонима 19. династије.
Како би се спасили од ропства, око 1235. п. н. е., под вођством Мојсија поновно крећу у сеобу преко Црвеног мора (највероватније овде није реч о данашњем Црвеном мору) из Синаја у Ханан. Мојсије, чије историјско постојање није потврђено, сматра се оснивачем Јеврејске вере. Према Петокњижју он је ослободио Израелце из египатског ропства, а Бог Јехова му је на гори Синај објавио Десет Божјих заповести и Закон, утемељивши Јеврејски народ.
Након бега из Египта Јевреји су под вођством Исуса Навина (Јошуа) стигли у Ханан. Доласком у нову - стару домовину ускоро су се сукобили с а тамошњим становницима Филистејцима и Хананцима. Израелска племена заузимају своја подручја, а библијски опис о томе је често идеалан, те појединим племенима приписује више територија него што је то реално било могуће. Посебно се то односи на подручја источно од реке Јордана, као и на приписивање Дану подручја Шарона и Шефеле (види: 12 израелских племена).
Током дуготрајних борби са староседеоцима на челу народа издвојили су се судије, харизматичне племенске вође. Библија доноси низ извештаја о сукобима Израелаца са Хананцима и Филистејцима, а међу њима посебн је значајан онај који описује победу Израелаца, предвођених Дебором и Бараком над Хананцима у Танаку око 1125. п. н. е. Иако је читав извештај настао тек негде у 7. веку п. н. е., победничка песма коју садржи настала је убрзо након самог догађаја, па је тиме и најстарији текст у Библији.

### Успостављање краљевства
Урбани развој у другој половини 11. века п. н. е. можда говори у прилог почетака монархијског уређења међу Израелцима. Библија говори о краљу Саулу (Шаулу, а позната је и варијанта имена Савле), пореклом из племена Бењамина, но о њему не постоје никакви ванбиблијски подаци.

#### Давидово краљевство
На преласку из 11. у 10. век п. н. е. наслеђује га Давид, из племена Јуде, који је најпре био краљ Јуде у Хеброну, а по преузимању власти над читавим Израелом пренео је своје седиште у Јерусалим, дотада град хананског племена Јебусејаца. Иако су у Јерусалиму познати остаци како из предизраелског, тако и из израелског раздобља, нема трагова насилног освајања града, а грађевине из гвозденог доба I долазе на видело у последњим археолошким ископавањима (након 2000. године).
На сличан начин недостају и ванбибилијски подаци о Давидовом освајању Филистеје, Едома, Моаба, Амона, као и о свођењу Арама на вазалску зависност.
Јасно је, међутим, да је у Давидово доба израелско друштво доживело трансформацију из лабавог савеза племена у праву државу.

#### Соломоново краљевство
Давида наслеђује Соломон (средином 10. века п. н. е.). За време његове владавине гради се први Храм у Јерусалиму, о којем данас нема материјалних доказа; због повољног положаја Израела на два главна пута између Египта и Месопотамије шире се трговински односи с околним подручјима. О његовој моћи, или моћи његових непосредних наследника, сведочи нешто више археолошких остатака, особито у виду зидина Хазора, Мегида и Гезера, као и утврђење у пустињи Негев, што укључује и велико налазиште у Беер Шеви.
Ипак, чини се да су амбициозни Соломонови градитељски подухвати довели до превеликих издатака, што је подстакло побуну и коначну поделу краљевства под његовим наследницима.

## Гвоздено доба II
Гвоздено доба II (око 900. п. н. е. - 600. п. н. е.) доноси знаке пуног развоја израелске монархије и врхунца материјалне културе на овом простору.

### Подељено краљевство
Библијски извештаји говоре о сукобима након Соломонове смрти (око 922. п. н. е.), и о побуни Јеробоама и северних племена, након чега се краљевство дели на две државе - Израел (са центрима у Шекему и Самарији), и Јудеју (са центром у Јерусалиму).
Краљевство Израел обухвата територије девет племена: Зебулун, Јисакар, Ашер, Нафтали, Дан, Манаше, Ефраим, Рубен и Гад, док краљевство Јудеја обухвата територије племена Јуде, Бењамина и Шимуна (чини се да је ово племе већ било асимиловано у Јуду).
Уз стварање нове политичке власти на северу, успоставља се и нови култ са светилиштима у Бетелу и Дану, о чему постоје и чврсти археолошки докази. Посебно је значајан храмски простор на налазишту Тел Дан на самом северу Израела, уз који су нађени жртвеници, антропоморфне фигуре, бронзани украси и спаљене животињске кости. О моћи Северног краљевства сведочи и раст градова с припадајућим фортификацијама, коњским стајама (нпр. у Мегиду) и великим складиштима (нпр. у Хазору), посебно из 9. века п. н. е., а то значи из времена краљева Ахаба, или из 8. века, то јест из времена Јеробоама II.
Јужно краљевство представљено је развојем градње у Јерусалиму, око некадашњег јебусејског града, и добро сачуваним остацима градова и утврђења у пустињи Негев, особито у Беер Шеви и Араду, где је, уз уобичајене утврђења, нађен и мали јеврејски храм, чија је употреба престала у доба краља Езекије или, вероватније, краља Јошије (7. век. п. н. е.), који спроводи верску реформу са средиштем у Јерусалиму. Недалеко од Арада нађен је и хебрејски натпис који у благослову спомиње „Јахву и његову Ашеру“ (женско божанство плодности), што говори о религијском синкретизму тог доба.
У оба краљевства почиње стварање писане предаје верског садржаја, која ће чинити темељ будуће Библије. У Израелу делују пророци Амос и Хошеа, а у Јудеји Изаија и Михеј. Неки делови библијских књига који носе њихова имена потичу из тог доба.
Средином 9. века п. н. е. почиње раст Асирије под Ашурнасирпал II (883. п. н. е. - 859. п. н. е.) и Шалманасаром III (858. п. н. е. - 824. п. н. е.), а све више слаби утицај Египта на овим просторима,

### Асирска и вавилонска освајања
У новим приликама се променио и положај двају јеврејских држава. Није више постојала равнотежа између Египта и Асирије, а простор између ове две силе падао је све више под утицај најпре Асирије, а потом и Вавилоније.

#### Пад Израела под асирску власт
Након смрти моћног Јеробоама II. (око 786. п. н. е. - 746. п. н. е.) Северним краљевством завладало је безвлашће, док Менахем (око 745. п. н. е. - 738. п. н. е.) није преузео власт и прихватио да буде вазал Асирије, плаћајући Тиглат Паласару III високи данак. Исто је стање настављено и за време Менахемовог сина Пекахије (око 738. п. н. е. - 737. п. н. е.), којег је погубио његов војсковођа Пеках, преузео власт и успоставио савез са суседним Арамом против Асирије, што је на крају довело до пораза, па Тиглат Паласар III око 734. п. н. е. осваја Гилеад и Галилеју од које ствара асирску провинцију “Магиду” (према граду Мегиду. На асирском престолу наслеђује га Салманасар V (726. п. н. е. - 722. п. н. е.) који две или три године опседа Самарију, средиште Северног краљевства.
Самарија је пала под асирску власт 722. п. н. е. или 721. п. н. е., а Салманасара V, убијеног у побуни, наслеђује Саргон II (721. п. н. е. - 705. п. н. е.), па није јасно ко је од њих двојице стварни освајач Самарије. Могуће је да Саргон приписује себи победу свог претходника. У сваком случају, под његовом влашћу су становници Самарије пресељени у Асирију, а део је побегао на југ и нашао уточиште у Јерусалиму, где ће краљ Језекија за њих подићи нови део града.
Мало је ванбиблијских извора о паду Самарије, најпре стога што је Салманасар V кратко владао, па нису нађени многи записи из његовог доба. О Саргоновим подухватима остао је документ из његовог доба обично насловљен Асирска повеља, који говори о унутрашњим проблемима Асирије и Саргоновом успону на власт, што је подстакло Самарију и суседне земље на побуну. Саргон их је према том спису све покорио, а потом се уз средоземну обалу спустио све до Газе, и победио Египћане.
На свим већим археолошким налазиштима се у слоју који одговара овом раздобљу налазе сведочанства о опсежним уништавањима и ратним сукобима. Ипак, многа мања места остала су нетакнута.

#### Крај Јудејског краљевства
За то време на југу, у Јудеји, влада краљ Језекија (729. п. н. е. - 687. п. н. е.), склапа савез с Египћанима и Етиопљанима против Асирије. У виду припреме за ову побуну, опасао је зидинама и западни јерусалимски брежуљак где су живели прогнаници из Израела, и осигурао залихе воде копајући подземне канале како би изворску воду довео унутар града. Трагови оба ова подухвата археолошки су истражени, а у Језекијином тунелу за воду нађен је и натпис из тог доба. Из храма је, као знак непотчињавања Асирцима, уклонио њихово посуђе, што је каснији библијски писац протумачио као верску обнову, вероватно пресликавајући на Језекијино време оно што је касније учинио Јошија. Уз Језекију је деловао пророк Исаија, а део његове књиге потиче из тог раздобља.
Асирци су кроз подручје Јудеје прошли 701. п. н. е., за време асирског краља Сенахериба, при чему су освојили 46 градова, међу којима и Лакиш, где су при археолошким ископавањима нађене крхотине с натписима који, чини се, садрже драматичне позиве у помоћ непосредно пре пада града. Иако се и пад Јерусалима чинио неминовним, Асирци су се изненада повукли. Док Библија то тумачи као Божји подухват, ванбиблијски извори говоре о вавилонском отпору против Асирије, па се војска вероватно вратила у престоницу Ниниву због унутрашњих неприлика.
Краљ Јошија (око 640. п. н. е. - 609. п. н. е.) спровео је верску реформу па га библијски текстови сматрају јунаком, у чије време је за време поправке Храма нађена „Књига Закона“, што је неки поистовећују са Поновљеним закоником. Док се асирско краљевство распадало, Јошија је настојао да повећа своју моћ. Како би постигао јединство народа, централизује и култ у јерусалимском Храму, па забрањује сва остала светилишта у краљевству. О престанку употребе светилишта у то доба, постоје археолошки докази у Тел Араду. Ипак, Јошија је погинуо код Мегида у борби с Египћанима који су пошли у помоћ Асирцима, као одбрани против растуће снаге Вавилонаца. Тако је краљевство Јудеја пало под Египатски утицај.
Крај Јудеје означен је победом Вавилонаца, предвођених Навукодоносором, над Египћанима, у бици код Каркемиша (605. пр. н. е.). Неколико година касније (598. пр. н. е.) Вавилонци крећу на Јерусалим, који се следеће године предаје, а краљевска породица одведена је у Вавилон. Након још једне побуне у Јудеји, подстакнуте од стране египатског фараона Псамтика II, Јерусалим је разорен (587. п. н. е.), заједно са Храмом и двором, а виши слој становништва одведен је у Вавилон. У превирањима, део становништва побегао је и у Египат. У ово време у Јерусалиму је деловао пророк Јеремија, а део његове књиге потиче из времена пре одласка у прогонство.
Разарање Јерусалима означава и крај јеврејске власти над овим крајевима, а почетак надмоћи разних великих сила: Вавилона, Персије, и разних хеленистичких држава. Јеврејска директна власт у овим крајевима биће обновљена тек 164. п. н. е.

## Персијско и хеленистичко раздобље
Од 545. п. н. е. до 538. п. н. е. читав Блиски исток, укључујући и ове просторе, долази под власт Персије (539. п. н. е. персијски „краљ над краљевима“, Кир, осваја Вавилон). У 4. веку. п. н. е., освајањима Александра Великог, сви ови простори долазе под хеленистички утицај, чије се трајање рачуна до Помпејевих освајања средином 1. века п. н. е.

### Персијска власт и повратак Јевреја у Јудеју
Персијски владар Кир Велики, око 537. п. н. е., омогућава Јеврејима повратак у Јерусалим и дозвољава обнову Храма. Док Библија (књиге о Езри и Нехемији) тај његов потез тумачи као чин побожности према Јеврејском Богу, из историјских извора сазнајемо да је Кир једнако поступао са светилиштима и храмовима осталих народа. У овом подручју, придобијање наклоности домаћег становништва било је важно у виду будућег освајања Египта. Пред крај 6. века п. н. е. довршена је обнова јерусалимског Храма, а у Јерусалиму тада делују пророци Хагај и Захарија. У раздобљу верске обнове у 5. веку п. н. е. неки виде почетке синагогалног богослужења у јудаизму.
За време владавине Дарија I (522. пр. н. е. - 486. п. н. е.) утврђене су границе ове нове силе, а устаљен је и унутрашњи систем власти путем поделе на двадесетак сатрапија. Свака од њих подељена је у мање покрајине. Простор Израела и Палестине чинио је само мали до сатрапије која се звала „Преко Реке“ (мисли се на Еуфрат), а у њу је још укључена и Сирија, Феникија и Кипар.
У персијско доба су мање покрајине на овом подручју биле: Мегидо, Дор, Самарија, Јудеја, Ашдод и Газа. На челу сваке покрајине био је персијски или локални управник који је био одговоран сатрапу сатрапије „Преко Реке“.
У Јудеји су управници били Јевреји (нпр. Зерубабел, имали су великог свештеника у Храму, а у читавој покрајини важило је законодавство библијског Петокњижја. Тако је покрајина Јудеја постала заправо теократска држава која је имала право и на ковање властитог новца с ознаком јхд (хеб. јахуд, „Јудеја"). Познате су размирице између покрајина Јудеје и Самарије (управник Санбалат), о чему постоје и писани извори. У то доба ср устаљује и јеврејска војна колонија у Елефантини, острву код Асуана у Египту, где је нађен велик број папируса са списима из 5. века п. н. е. на арамејском.
И, док су персијски владари били врло попустљиви у питањима културе и религије, у питању пореза и финансија били су изразито строги. Порези су се плаћали искључиво у драгоценим металима.

### Хеленистичко раздобље
Године 332. п. н. е. Персијанце побеђује Александар Велики. Након његове смрти (323. п. н. е.), његова подручја се деле међу дијадосима, а простор Израела и Палестине, у том процесу, 5 пута мења владара, прелазећи из руку Селеукида (којима су припале Сирија и Вавилонија) у руке Птолемеја (Египат). Тако је 301. п. н. е. ово део птолемејске државе, док њим, од 200. п. н. е., владају Селеукиди.
Хеленистичка култура улази у све поре друштва, од грађевинарства и керамике, до спорта и књижевности. Око 200. п. н. е., вероватно у Александрији, добар део Старог завета преведен је на грчки, а део библијских књига и настаје изворно на грчком. Уз то, настаје и богата апокалиптичка књижевност.
Непосредно након заузимања Јудеје, Антиох III Велики из династије Селеукида јемчи тој покрајини статус теократске државе, па у њој расте улога великих свештеника. Ипак, такав положај Јудеје није се дуго одржао. Кад је на власт дошао Антиох IV Епифан почели су и сукоби, што је кулминирало великим прогоном Јевреја од 167. п. н. е. до 164. п. н. е. и указом о забрани Јеврејских обреда у јерусалимском Храму, где се уводи обожавање Зевса Олимпског. Ови поступци подстичу Јеврејски устанак предвођен Макабејцима. Смрћу Антиоха IV ситуација се смирује, а Јевреји поновно посвећују Храм 164. п. н. е. (догађај се слави у јудаизму као празник Ханука). Ипак, сукоби ће се наставити све док Антиох VI не именује Јонатана Макабејца за намесника Сирије, а његовог брата Шимуна за војног заповедника. Шимун ће коначно постати велики свештеник и први етнарх Јудеје (143. п. н. е. - 134. п. н. е.). Тиме почиње раздобље владавине династије Хашмонејаца које ће крај 2. и читав 1. век п. н. е. обележити жестоким династичким борбама.
.
Будући да је етнарх, који је имао политичку власт, и велики свештеник у овом раздобљу био једна те иста особа, порасла је улога свештенства у Јудеји, а као реакција на такво стање ствари настају различите верске секте. Међу њима су најпознатији фарисеји и есени, као и заједница која се, као опозиција јерусалимском храмском свештенству, окупила у Кумрану. Са свештеничке стране се оснива странка садукеја.
Борбе између Макабејаца и хелениста посведочене су и у археолошким истраживањима у облику типичне Јеврејске и типичне хеленистичке уметности. Тако, на пример, из истог раздобља имамо и најфиније хеленистичке уљанице, али и оне грубо израђене и застареле јеврејског типа, као знак одбијања новина. Истовремено, на подручју Самарије становништво је измешано и опире се насилним покушајима јудизације.
Средином 1. века п. н. е. слаби моћ Селукида, а на историјску сцену ступају Римљани.

## Римско и византијско раздобље

### Под римском влашћу
За време борбе за власт у Јудеји између двојице Хасмонејаца, Хиркана II, уз којег су пристали фарисеји и Аристобула II, уз којег су пристали противници фарисеја, у њихове се размирице уплићу Римљани у лику Помпеја Великог. Он 63. п. н. е. осваја Јудеју, свргава Аристобула и на место великог свештеника, а потом и етнарха, поновно поставља Хиркана, а Јудеја постаје део римске провинције Сирије. У то време све више јача улога Хиркановог службеника Антипатера. 40. п. н. е. у Јудеју проваљују Парћани, одводе Хиркана, а Антипатеров син, Ирод бежи у Рим. Одатле организује поновно освајање Јудеје и 37. п. н. е. осваја Јерусалим и постаје краљ Јудеје и околних подручја, укључујући Самарију и Галилеју. Ирод за време своје власти предузима опсежне грађевинске радове, подиже утврђења попут Масаде и Херодиона, гради палате, попут свог зимског двора у Јерихону, а обнавља и светилишта, попут оног у Хеброну и, посебно, храма у Јерусалиму.
Након Иродове смрти његово краљевство је подељено између његових синова који владају појединим деловима овог подручја било као етнарси, било као тетрарси. 6. године цар Август претвара Јудеју у прокураторску провинцију, док ће у осталим крајевима још неко време владати Иродови наследници. Међу прокураторима, то јест управницима, Јудеје биће и Понтије Пилат
Током 1. века догодила су се велика превирањима, како на политичком, тако и на религиозном плану. У том контексту се појављује Исус Христ и јеврејска секта, која ће касније постати позната као хришћанство. Истовремено јачају и друге секте, попут фарисеја, зилота и есена.
Године 66. избија Први јеврејски устанак против Римљана. Веспазијан (који од 67. године ратује у Јудеји) државним ударом 69. године долази на чело Рима; његов син Тит осваја Јерусалим 70. године уништавајући други Храм а коначну победу славе код утврђења Масаде након дуготрајне опсаде.
Рабин Јоханан бен Закај, фарисеј, противник зилота), бежи из Јерусалима па од Рима успева да добије дозволу за оснивање училишта и седишта Синедријума у Јабни, где ће пред крај 2. века бити утврђен и састав јеврејске Библије, то јест Танака. На тај начин је јудаизам успео да преживи разарање Храма и пропаст Јерусалима. Санхедрин је постао и остао врховно религијско, политичко и судско тело све до 425. године, кад је присилно распуштен од стране, тада хришћанског, Римског царства.
Јевреји, у 2. веку, дижу Други устанак под вођством Бар Кохбе, који Римљани гуше 135. године. Након тога, Римљани истерују Јевреје из Јерусалима, мењајући име града у Елија Капитолина, док самој провинцији мењају име у Сирија-Палестина према грчком називу.
Богати археолошки налази постоје из Иродовог, односно римског доба. Уз већ споменуте Иродове грађевиснке радове, ту су и остаци читавих градова, попут Бет Шеана, Банијаса, Сефориса и Цезареје, а понешто остатака римских улица видљиво је и у Јерусалиму.

### Успон и пад византијске власти (324—640)
Доласком на власт цара Константина I (306—337.) и његовим Миланским едиктом којим се хришћанство проглашава дозвољеном религијом (лат. religio licita), почињу се мењати и прилике у овим крајевима, посебно након Константинове победе над његовим савладаром на Истоку, Лицинијем (око 325.). Према извештајима Евсевија, епископа Цезареје и савременика цара Константина, цар је око 326. послао своју мајку Јелену у Палестину. Већ је Константин почео да подиже цркве у Палестини, прво у Јерусалиму настаје базилика Светог гроба на месту Калварије и Исусовог гроба, у Витлејему је изграђена базилика Исусовог рођења. Јеленина посета имала је за циљ да убрза радове на започетим црквама, али је остала упамћена и као прво ходочашће једне владарке и члана римске царске породице. Следећи Јеленин пример, у све већем броју ове крајеве обилазе хришћански ходочасници што доводи до све већег економског напретка. Уз то, ходочасници често остављају и писане извештаје о својим путовањима, који су до данас драгоцени извори знања о приликама тог доба.
Изградњом хришћанских богомоља Палестина почиње да добија обрисе хришћанске Свете земље. Такође, пустиње Сирије, Палестине и Египта постају чувене по својим монашким заједницама, и киновитским и пустињачким. У Палестини су захваљујући царским донацијама подигнути и бројни манастири попут манастира Деир Мар Саба у близини Витлејема који је у 6. веку основао св. Сава Освећени. Важност Палестине може се видети и у њеној улози у бројним предањима (нпр. о Јеленином проналаску Истинског крста), као и по томе што је на Четвртом васељенском сабору у Халкедону 451. Јерусалим уздигнут у ранг патријаршије, једне од пет у хришћанском свету (уз Рим, Константинопољ, Антиохију и Александрију). Као хришћански центри градови Палестине су достигли свој врхунац и као културна средишта током периода византијске власти. Цезареја је била чувена по Оригеновој библиотеци, а Газа по својој школи реторике. Из Палестине су били родом најплоднији грчки аутор 4. века Евсевије Цезарејски (умро 339.), историчар цркве Созомен (умро око 450.), историчар Малхо (крај 5. века) и отац византијске историографије Прокопије из Цезареје (умро после 554.).
Истовремено, Јевреји, који су 135. године протерани из Јерусалима, сада за време празника смеју да посете овај град, који поново носи своје старо име. У Галилеји, посебно у граду Тиберијади развија се рабинска школа у којој је стандардизован вокализирани текст хебрејске Библије. Кроз византијско раздобље су вође Јевреја носили наслов патријарх. Из тога доба су сачуване бројне синагоге, како у Галилеји (у Кафарнауму, Катзрину, Корозаину, Тиберијади, Сефорису, Бараму), тако и у Самарији (као она у Бет Алфи, са лепим мозаиком), и у Јудеји (нпр. у Ен Гедију).
Нови, али и последњи велики замах византијске власти у овим крајевима настаје у време цара Јустинијана I (527—565.). Он је путем јединствене религије, хришћанства, желео да уједини своје велико и разнолико царство, па је забранио и тешко прогонио сваки пагански култ. Од тог тренутка мења се и положај Јевреја. Не само да су им била ограничена дотадашња права, него им је било забрањено да користе хебрејски језик у синагогама. Још је горе било Самарићанима који су 529. подигли велики устанак, али и праве освете против хришћана на подручју Самарије. Самарићани су најпосле побеђени и готово истребљени. У складу с таквом Јустинијановом политиком ишла је и нова изградња великих цркава и доградња старих, а на читавом су Блиском истоку бројни остаци грађевина, керамике и новчаница из тога доба.
Док је Византија била заокупљена грађанским ратовима и одбраном граница од Словена и Авара, персијски владар Хозроје II Парвиз из династије Сасанида осваја 614. Јерусалим, а потом и Египат. Том приликом порушене су све цркве, осим оне у Витлејему, а Персијанци су са собом однели остатке Истинског крста из Јерусалима. Византијски цар Ираклије (610—641.) успео је 627. године да поврати изгубљена подручја и тријумфално уђе у Јерусалим са све Истинским крстом. Међутим, дугогодишњи рат је исцрпео византијске војне и материјалне ресурсе и разорио претходни административни систем.
Византијска власт на Блиском истоку била је неповратно оштећена делимично и неразумевањем месне семитске културе. Тиме ће битно бити олакшано наступање муслиманских Арапа.

## Раздобље арапских освајања и крсташких ратова
Други Мухамедов наследник, калиф Омар (арап. Умар ибн ел Катаб) наставља са освајањима ових делова Византије. 636. године у бици на реци Јармуку арапске снаге су нанеле тежак и неочекиван пораз Византинцима. Следи седмомесечна опсада Јерусалима, након које, према каснијим сведочанствима, јерусалимски патријарх Софроније предао Омару кључеве града.

### Омејади и Абасиди
Читаво подручје данашњег Израела и Палестинске Самоуправе остало је под непрекидном муслиманском влашћу више од 4 века, све до 1099. године.

#### Власт Омејада
Пети калиф, Муавија I (661—680.), обично се сматра зачетником династије Омејада која је до 750. владала углавном из Дамаска. У њихово доба досељава се све више Арапа у ова подручја, из употребе нестаје грчки језик, а потом и арамејски, а почиње да се користи арапски. Од сада овде се уз, Јевреје и хришћане, налазе и муслимани, но протекло је више од стотину година док је становништво постало већински муслиманско.
Читаво време омејадске власти означено је благостањем, јер је и ово подручје, због близине Дамаска, имало користи од великих освајања која су допрла све до Шпаније.
Године 691. подигнута је знаменита Купола над стеном у Јерусалиму, а гради се и на другим местима. Посебно је позната омејадска Хишамова палата у Јерихону.
Види још: Исламска уметност и архитектура

#### Власт Абасида
Премештањем средишта власти у Багдад, 762. године, под влашћу династије Абасида и значење подручја Израела и Палестине знатно је смањено. Ипак, било је то време процвата исламске уметности, филозофије, књижевности и културе у чему је и ово подручје учествовало.
Такво ће стање бити прекинуто почетком 11. века упадима Турака Селџука и влашћу Фатимида из Каира. И док је код ових последњих углавном превладавао став толеранције према Јеврејима и хришћанима, па су неки заузимали и важне положаје у држави, било је и изузетака, међу којима је најпознатији тзв. „Луди Калиф“, Ал-Хаким би-Амр Алах који је 1009. уништио базилику Светог гроба у Јерусалему. Његови наследници су наставили претходну политику, но 1076. Јерусалим заузимају Селџуци, непријатељски расположени према хришћанима, што је био један од повода Првог крсташког рата.

### Крсташки период
Први крсташки рат повели су, на позив папе Урбана II из 1095, француски, фландријски и нормански великаши. Кренули су у августу 1096, а предводили су их Готфрид Бујонски и његов брат Балдуин Бујонски. Већ 1098. освајају Едесу, на југоистоку данашње Турске, а оданде се спуштају према југу. 1099. године, након дуготрајне опсаде и више безуспешних покушаја, успевају да уђу у Јерусалим. Након освајања читавог подручја, оснивају неколико крсташких држава. То су: грофовија Едеса и кнежевина Антиохија (на пограничном простору између данашње Турске и Сирије, грофовија Триполи (у данашњем Либану) и, наравно, Јерусалимско краљевство.
Уз то, постојало је већ одраније јерменско краљевство Киликија, такође у југоисточној Турској, које у ово доба ствара снажне везе са Западом. Само Јерусалимско краљевство имало је више вазалних држава, међу којима су најзначајније: кнежевина Галилеја, грофовија Јафе и Ашкелона, кнежевина Трансјорданија и кнежевина Сидон.
Године 1187, у бици код Хитина, недалеко од Галилејског језера, десила се пресудна битка између крсташке и муслиманске војске. Муслимане је предводио Саладин, који од тог тренутка почиње да влада Јерусалимом.
Крсташка власт ће остати на овим просторима све до 1291. када пада и последње њихово утврђење у Акри.
Упркос релативно краткотрајној власти, тек неких 100-200 година, крсташи су у овим крајевима оставили значајна уметничка дела, а то посебно вреди за грађевинарство. Одмах по доласку у Јерусалим обновили су и добрим делом поново изградили базилику Светог гроба, обновили дворану Последње вечере, почели су са изградњом велике цркве у Назарету, као и низа осталих цркава, а све у стилу преласка из романике у готику. Уз то, изградили су читав низ утврђења, попут Цезареје, Акрија, Белвоара и Монфорта. Њихова присутност видљива је и у обнављању градских улица, посебно у Јерусалиму.
У крсташким походима учествовали су и европски владари попут енглеског краља Ричарда I Лављег Срца, француски краљеви Луј VII, Филип II Август и Луј IX Свети, као и цар Светог римског царства Фридрих II Хоенштауфен.

## Друго арапско раздобље и турска власт

### Власт Ајубида и Мамелука
Саладин (арап. Салах ед-Дин) освојио је 1169. Египат, а 1187. и Јерусалим. Након његове смрти 1193. и борбе за власт, наследио га је брат Ал Адил. Био је то почетак власти курдске династије Ајубида, која је добила име по Саладиновом оцу, а владала је из Каира. Њихова власт је у овим крајевима била обележена сталним борбама против преосталих крсташких подручја са средиштем у Акрију.
Пети крсташки рат требало је да са египатске стране доведе крсташе до Јерусалима, но завршио се поразом код Дамиете 1217. Шести крсташки рат, који је 1228. повео Фридрих II довео је до краткотрајне премоћи над Ајубидима. Била је довољна само вест о бројности и моћи Фридрихове војске, да му ајубидски султан Ал Камил уговором преда Јерусалим, Витлејем и Назарет. Ипак, неслога међу крсташима и позив који су Ајубиди упутили једном монголском племену, довели су 1244. до поновног пада ових места, а Јерусалим су Монголи тако разрушили да у њему више нису могли живети ни хришћани ни муслимани. Под утиском тог покоља креће Седми крсташки рат под вођством француског краља Луја IX Но овај крсташки поход постигао је само то да су Ајубиди додатно ослабљени, а њихово место су као владари ових простора преузели Мемлуци.
1250. Мемлуци, турске слуге Ајубида, преузимају власт у Каиру, па тако и на подручју Палестине. Крсташи придобијају на своју страну Монголе, који кроз следећих десет година нападају Мемлуке, но без успеха, све до битке код Аин Џалута, где су Монголи 1260. коначно потучени. 1291. мемлучки султан Халил напада град Акри, средиште крсташког краљевства, у којем су различите европске нације биле у међусобној свађи. Мемлуци освајају Акри, а за разлику од племенитог Саладина, извршавају тешки масакр над становништвом, а многе продају у робље. Тиме престаје да постоји крсташко краљевство на копну, а задржаће се још на Кипру. У овом раздобљу су се промениле разне административне поделе овог подручја. Тако је крајем 14. века Сирија била подељена у пет округа, од којих је један била Палестина, а укључивала је Јерусалим (као главни град), Рамлу, Ашкелон, Хеброн и Наблус, док је округ Хауран био на северу, с главним градом Тиберијадом.
У 13. веку, а поебно у 14. веку западно присуство на овим просторима огледа се у деловању фрањеваца, који се убрзо настањују уз дворану Последње вечере. Током 14. века догодио се период обнове, а посебно је то видљиво на грађевинама које су тада настале или обновљене, попут Памучарског сука (базара) у Јерусалиму. Ипак, почетак 16. века донео је погоршање економског положаја, а османски Турци преузимају власт над читавим Истоком.

### Османско царство (1517—1918.)
1517. године османски Турци освајају Египат, па тако и ово подручје, у време султана Селима I. Читав простор данашњег Израела и Палестине припао је Дамашчанском вилајету и тако је остало све до 1660. године. Селима је наследио његов син Сулејман I Величанствени (1520—1566.) који је знатно допринео развоју ових крајева. Посебна је његова заслуга уређење Јерусалима, ког је поново опасао зидинама. Уз то, изградио је и више лепих градских врата, као и низ фонтана на градским улицама.
Фрањевци који су се тада нашли изван зидина били су присиљени да напусте дворану Последње вечере, но наставили су старање о осталим светилиштима, често заједно са православним хришћанима. Тада, половином 16. века поглавар фрањеваца у Светој земљи био је Дубровчанин Бонифације Дрколица, који је дипломатском вештином, али и познанством с локалним управитељем Јерусалима, пореклом из Босне, успео да сачува па и обнови многа света места. Тако је обновио и базилику Светог гроба.
И друга места, изван Јерусалема, доживљавају раздобље процвата, посебно 17. и 18. веку. Развијају се градови Јафа, Рамла, Акра.
У 19. веку ово подручје се обично у службеној кореспонденцији назива Арз-и Филистин (Земља Палестина), а постаје предмет многих међународних споразума. Посебно се то односи на Бечки и Берлински конгрес, где се обично спомиње под именом „Питање светих места“ или „Источно питање“. Поједине европске државе су тиме постале заштитнице хришћана у Светој земљи.
За султана Абдул Хамида II (1876—1909, због сталне подршке које су Русија, Велика Британија и Француска пружале губитку турске територије на Балкану, Османско царство тражи свог савезника у Немачкој. Тада је султан 1898. у Јерусалиму угостио немачког цара Вилхелма II (1888—1918.), где је Немачкој поклонио више плацева за изградњу цркава. Тај савез ће Абдул Хамидовог брата, Мехмеда V, који га је и свргнуо с престола, увести у Први светски рат на страни Централних сила. Та ће одлука довести, не само до пропасти Османског царства и турске моћи, него и до великих промена на простору Израела и Палестине.

## Историја од Првог светског рата
Све веће промене састава становништва, престанак османске власти и и увођење "Британског мандата у Палестини", увод су у савремену историју овог подручја, која ће довести до стварања државе Израел након Другог светског рата, сукоба с околним арапским земљама, и борбе палестинског народа за право на властиту државу.